# Earl Edward Sherff
Earl Edward Sherff, né le 18 mai 1886 à Flint (Michigan) et mort le 16 mai 1966 à Hastings (Michigan), est un botaniste et taxinomiste américain, spécialiste notamment de la flore d'Hawaï. L'épithète spécifique de Dubautia sherffiana lui rend hommage.

## Biographie
Il commence ses études universitaires au Albion College dans le Michigan, où il obtient son diplôme de botanique, puis il obtient son master et, en 1916, son doctorat à l'université de Chicago. Il enseigne dans plusieurs lycées de Chicago (1907-1912), puis dans un institut de formation des enseignants en 1923, dont il dirige le département des sciences de 1929 à 1951. Il est chercheur associé du musée Field d'histoire naturelle de Chicago. Il lègue une partie de son herbier personnel au jardin botanique du Missouri.

## Publications scientifiques
- (en) « Studies in the Genus Bidens. VI », in Botanical Gazette [auj. International Journal of Plant Sciences], vol. 76, no 2, octobre 1923, p. 144-166.
- (en) « A Revision of the Hawaiian Species of Euphorbia L », Annals of the Missouri Botanical Garden, vol. 25, février 1938, p. 1-94 [lire en ligne].
- (en) Botanical leaflets. A Series of Studies in the Systematic Botany of Miscellaneous Dicotyledonous Plants, no 1-9, 1950-1954.